# Кфар-Тапуах
Кфар-Тапуах (ивр. כְּפַר תַּפּוּחַ‎, дословно «Яблочная деревня») — израильский посёлок в Самарии. Относится к региональному совету Шомрон (округ Иудея и Самария).

## Местоположение
Посёлок Кфар-Тапуах находится в центральной части Самарии, в полукилометре от «Дороги Праотцев» (шоссе № 60), на склоне горы, обращённой к долине Шхема.
Ближайшие населенные пункты: на западе — Ариэль, на юге — Рехелим и Нофей Нехемия, на востоке — Мигдалим, на севере — Ицхар.
Расстояние до Иерусалима — около 40 километров, до Тель-Авива — примерно 45 километров, до Ариэля — 8 километров.

## Этимология названия и древняя история
Посёлок получил название от «Тель-Тапуах» — еврейской деревни в наделе Эфраима, упоминаемой в Библии:
- в книге Иисуса Навина (12:17): «И вот цари [Аморрейской] земли, которых поразил Иисус и сыны Израилевы по эту сторону Иордана к западу… один царь Таппуаха, один царь Хефера».
- там же (17:8) Тапуах назван пограничной территорией между сынами Иосифа — племенами Менаше и Эфраима: «Земля Таппуах досталась Манассии, а город Таппуах у предела Манассиина — сынам Ефремовым».

Археологическими исследованиями было установлено, что библейская деревня Тель-Тапуах располагалась рядом с современным посёлком Кфар-Тапуах — на холме высотой 680 метров рядом с нынешней арабской деревней Ясуф. В эпоху Второго Храма деревня была самаритянской. При раскопках там были найдены остатки дворца, ритуальных зданий, артефакты бронзового и железного веков.

## Современная история
В 1978 году поселенческие группы начали реализацию трёх вариантов создания новых поселений в Самарии, одобренных Армией обороны Израиля. В результате впоследствии в разное время появились город Ариэль и два поселка — Баркан и Кфар-Тапуах.

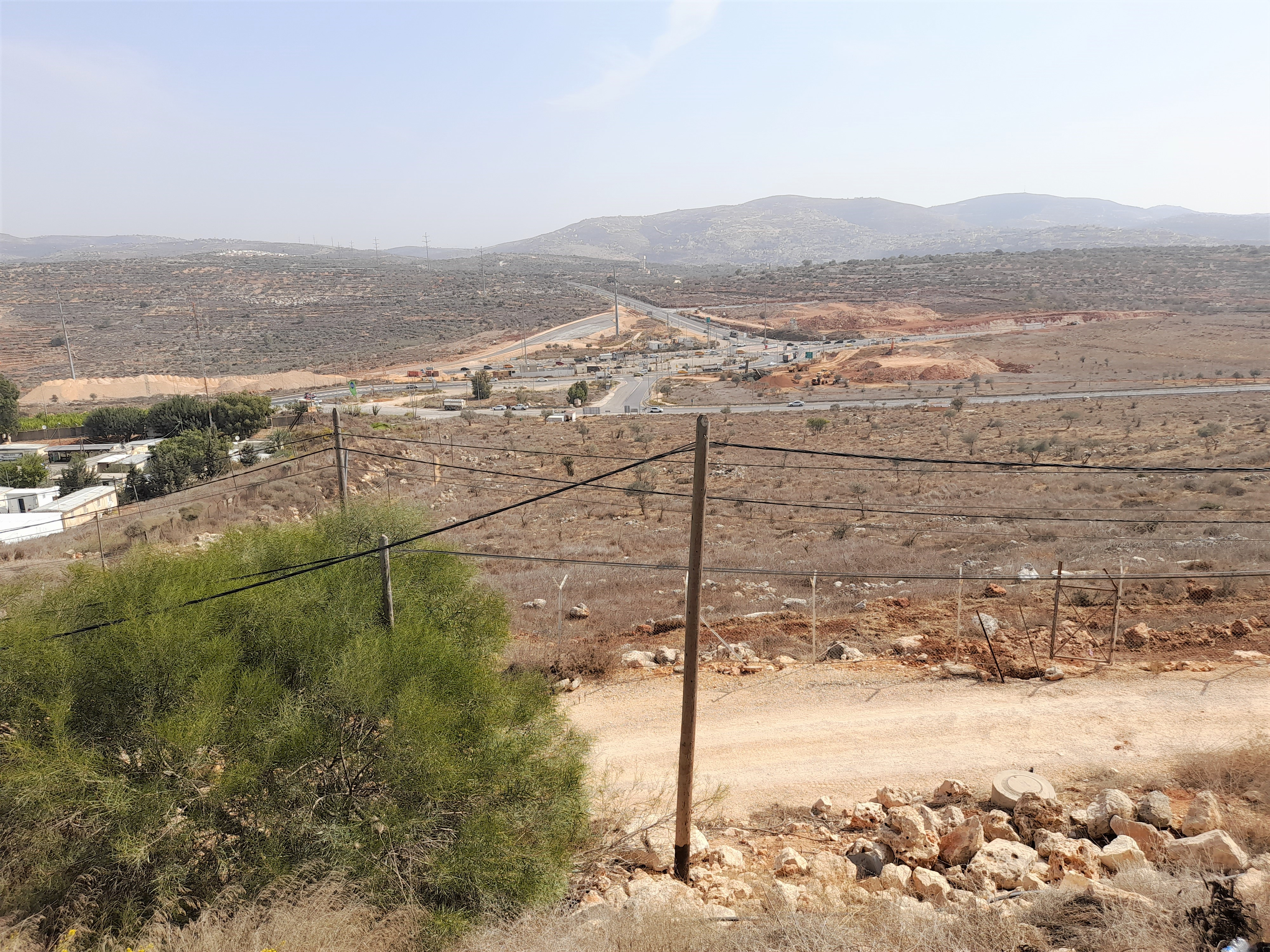
Вид на перекрёсток Тапуах из посёлка Кфар-Тапуах

Кфар-Тапуах был основан молодёжной организацией НАХАЛЬ в 1978 году как форпост под названием «Аргов». Основателями были йеменские евреи, члены движения «Ха-поэль ха-мизрахи». Форпост был предназначен для контроля над пересечением стратегически важных дорог, связывающих центр Израиля, весь район Шхема, Иерусалим и Иорданскую долину. Впоследствии в посёлке стали селиться евреи из разных стран. В настоящее время в посёлке живут также часть студентов Ариэльского университета, ученики курсов предармейской подготовки, студенты Иешиват-хесдер и других иешив.
В Кфар-Тапуахе действуют четыре синагоги: Центральная, «Оhаль Шем», «Кибуц галуйот» (сефардская) и синагога ХАБАДа.
В посёлке находится иешива «а-рав Меир», названная в честь раввина Меира Кахане. Его сын, основатель иешивы и её бывший руководитель Биньямин-Зеэв Кахане, был убит арабскими террористами в 2000 году.
Рядом с Кфар Тапуах находится сталактитовая пещера и природный заповедник Тель-Тапуах с деревьями редких пород.

## Население
По данным Центрального статистического бюро Израиля, население на начало 2020 года составляло 1 312 человек.

## Правовой статус
Кфар-Тапуах находится на территории, которая была занята Израилем в Шестидневной войне 1967 года. Иордания, контролировавшая эти земли в 1948-1967 годах, отказалась от прав на неё. Израиль с 1967 года эту территорию контролирует, но не аннексировал её, и управление на ней осуществляется Гражданской администрацией израильской армии.
С юридической точки зрения территория Кфар-Тапуаха является государственной землёй, где нет никакого частного арабского владения. Также часть территории посёлка расположена на участках, купленных у арабских частных землевладельцев. После соглашений Осло посёлок находится в «зоне С», находящейся под полным израильским контролем.